# 布伊多绍·伊姆赖
布伊多绍·伊姆赖（匈牙利語：Bujdosó Imre，1959年2月12日—），匈牙利男子击剑运动员。他曾获得1988年夏季奥运会击剑比赛男子佩剑团体金牌和1992年夏季奥运会击剑比赛男子佩剑团体银牌。